# Siddhartha Mukherjee

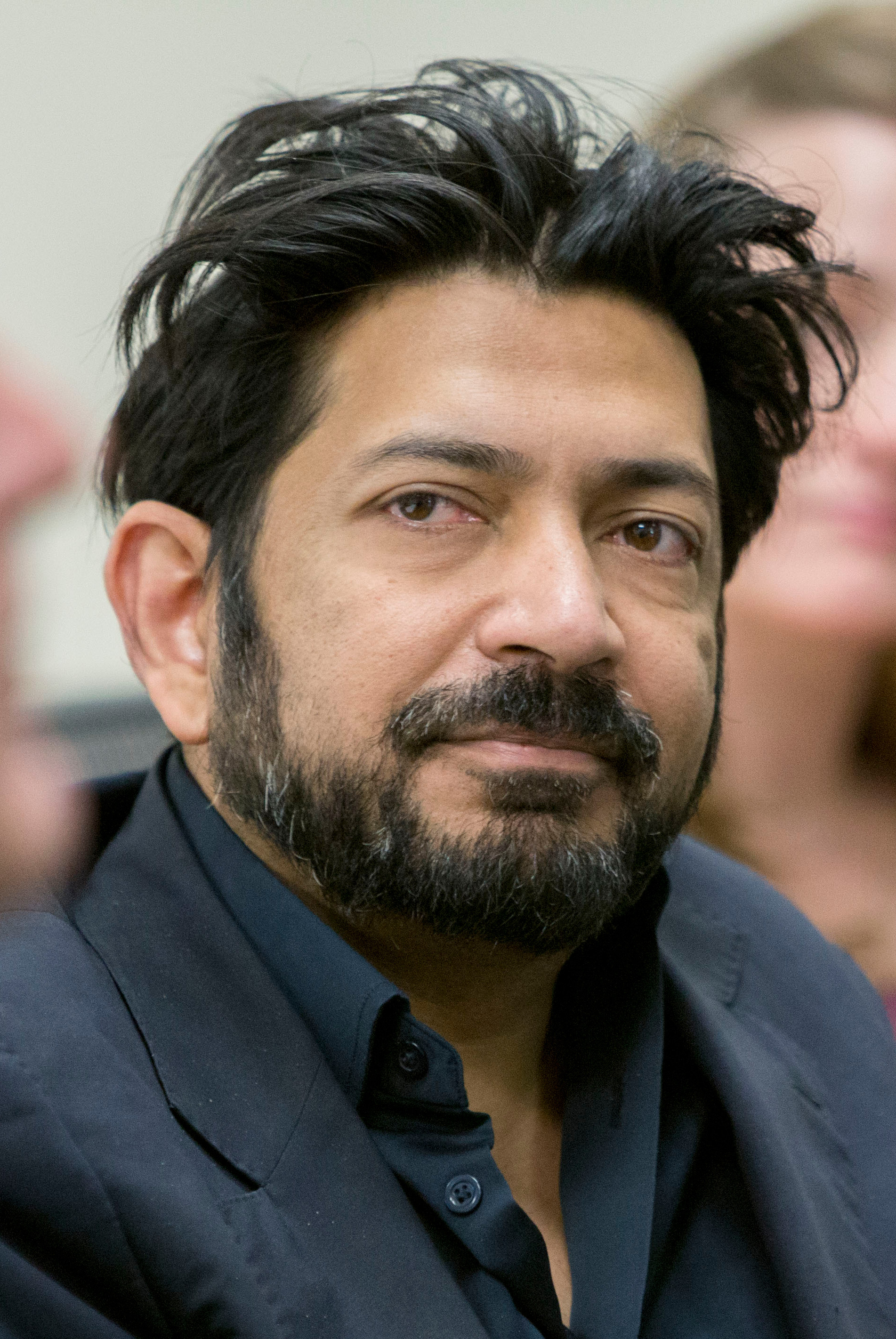
Siddhartha Mukherjee (2017)

Siddhartha Mukherjee (* 1970 in Neu-Delhi, Indien) ist ein indisch-US-amerikanischer Schriftsteller, Arzt und Wissenschaftler.

## Leben und Werk
Derzeit (Stand: 2012) arbeitet Mukherjee als Assistenz-Professor an der Columbia-Universität und als Arzt am Columbia University Medical Center in New York City. Er ist verheiratet mit der Künstlerin Sarah Sze und Vater von zwei Kindern.
Für das Buch The Emperor of All Maladies: A Biography of Cancer (auf Deutsch Der König aller Krankheiten: Krebs – eine Biografie) wurde er unter anderem mit dem Pulitzer-Preis für Sachbücher 2011 ausgezeichnet. Das Buch wurde auch vom Time-Magazin zu einem der besten 100 Sachbücher seit 100 Jahren erklärt und wurde als Wissensbuch des Jahres 2012 ausgezeichnet. Dieter Moor hat das Buch in der Sendung ttt – titel, thesen, temperamente als „literarisches Wunder“ bezeichnet. Im Jahr 2016 wurde auf Basis des Buches Der König aller Krankheiten: Krebs – eine Biografie die durch das ZDF produzierte zweiteilige Dokumentation Krebs – Eine Biographie veröffentlicht.

## Preise und Auszeichnungen
- 2011: Pulitzer-Preis/Sachbuch
- 2014: Padma Shri der Regierung Indiens
- 2012 und 2017: Wissensbuch des Jahres für Der König aller Krankheiten: Krebs und Das Gen
- 2019: Lewis Thomas Prize
- 2023: Mitglied der National Academy of Medicine

## Veröffentlichungen
- The Emperor of All Maladies: A Biography of Cancer. Scribner, New York 2010, ISBN 978-1-4391-0795-9.
  - Der König aller Krankheiten. Krebs – eine Biografie. Aus dem Englischen von Barbara Schaden. Mit einem Vorwort von Fritz Pleitgen. DuMont, Köln 2012, ISBN 978-3-8321-9644-8.
- The Laws of Medicine, Simon + Schuster, 2015, ISBN 978-1-4767-8485-4
  - Gesetze der Medizin, FISCHER Taschenbuch, 2015, übersetzt von Irmengard Gabler, ISBN 978-3-596-03468-0
- The Gene: An Intimate History. Scribner, New York 2016, ISBN 978-1-4767-3350-0.
  - Das Gen – Eine sehr persönliche Geschichte. Aus dem Englischen von Ulrike Bischoff. Fischer, Frankfurt am Main 2017, ISBN 978-3-10-002271-4.
- The Song of the Cell: An Exploration of Medicine and the New Human, The Bodley Head, 2022, ISBN 978-1-84792-598-5.